# Rezerwat przyrody Dąbrowa Brzeźnicka im. Bolesława Grochowskiego
Dąbrowa Brzeźnicka im. Bolesława Grochowskiego – leśny rezerwat przyrody w województwie lubuskim, w powiecie żagańskim, w gminie Brzeźnica. Obszar rezerwatu objęty jest ochroną ścisłą.
Rezerwat Dąbrowa Brzeźnicka został utworzony w 1989 roku. W 2012 roku nadano mu imię inż. Bolesława Grochowskiego – byłego dyrektora Regionalnej Dyrekcji Lasów Państwowych w Zielonej Górze.

## Podstawa prawna
Utworzony Zarządzeniem Ministra Ochrony Środowiska i Zasobów Naturalnych z dnia 3 marca 1989 r. w sprawie uznania za rezerwaty przyrody (M.P. z 1989 r. nr 9, poz. 77).

## Obszar rezerwatu
W skład rezerwatu wchodzi obszar położony w granicach administracyjnych powiatu żagańskiego, gm. Brzeźnica o powierzchni 5,88 ha w tym: obręb ewidencyjny Stanów 0,44 ha (dz. nr 148/3 – 0,44 ha), obręb ewidencyjny Brzeźnica 5,44 ha (dz. nr 156/1 – 5,44 ha), w zarządzie Nadleśnictwa Krzystkowice.

## Przyroda
Celem ochrony jest zachowanie fragmentu grądu oraz dąbrowy świetlistej z licznymi dębami pomnikowymi. Rosną tu takie gatunki roślin jak: czeremcha, trzmielina, kruszyna, porzeczka czarna, gwiazdnica wielkokwiatowa, konwalijka dwulistna, borówka czernica, dziurawiec zwyczajny, jasnota biała, czyściec leśny, trzcinnik piaskowy, glistnik jaskółcze ziele, szczawik zajęczy, fiołek leśny i liczne gatunki bodziszka. Drzewa sztucznie nasadzone to mające około 120 lat sosna wejmutka i daglezja zielona. Faunę reprezentują m.in.: sarna, dzik, lis i zając.